# Ilmenite
L'ilmenite è un minerale di ferro e titanio, appartenente al gruppo omonimo, con struttura simile all'ematite, con la quale è isomorfa. È costituita da ossido di ferro e titanio, con formula chimica FeTiO3. Il suo nome deriva dalla zona dei Monti Ilmen, negli Urali, dove è presente in abbondanza. Si accumula nelle sabbie, da cui si può estrarre il TiO2, utilizzato per fabbricare smalti.

## Abito cristallino
I cristalli sono tabulari con piani basali preminenti e piccole troncature romboedriche. Generalmente si presenta massiva, compatta, ma può essere anche in lamelle sottili o granuli.

## Origine e giacitura
È un minerale accessorio comune in rocce ignee quali gabbri, basalti, dioriti e anortositi o in rocce metamorfiche o in scisti cloritici e gneiss. Si può trovare anche in rocce acide di tipo pegmatitico e depositi filoniani, oppure in sabbie nere (come disfacimento delle suddette rocce pegmatitiche) associata a magnetite, rutilo e monazite, formando così dei depositi secondari.

## Forma in cui si presenta in natura
Simile all'ematite, da cui differisce perché i cristalli piccoli non sono rossi ma neri. In strutture ad imitare una rosa dette "rose di ferro"

## Caratteristiche chimico-fisiche
Solubile lentamente in acido cloridrico. Tramite la fusione si riesce a scomporre il minerale tramite aggiunta di bisolfato di potassio o acido solforico concentrato; aggiungendo alla fine l'acqua ossigenata la soluzione così ottenuta diverrà di colore aranciato.
Il minerale presenta un magnetismo naturale debole.
- Peso molecolare 151,73 grammomolecole[1].
- Densità di elettroni: 4,79 g/cm³[1]
- Indici quantici[1]:
  - bosoni: 0,04
  - fermioni: 0,96
- Indici di fotoelettricità[1]:
  - PE: 16,55 barn/elettrone
  - ρ: 75,25 barn/cm³
- Indice di radioattività: GRapi: 0 (il minerale non è radioattivo)[1]
- Dicroismo: (e) bruno scuro, (w) bruno rosaceo[1]
- Il minerale non presenta fluorescenza[1][3]

## Località di ritrovamento
- Europa: Kragero e Froland[4] (Norvegia)[3], Binntal e Uri (Svizzera)[4], Tirolo austriaco[4], Bourg d'Oisere (Francia)[4], nei Monti Ilmen (Urali)[2] Russia[3] da cui derivano il nome.
  - Italia: Valle Selva dei Molini (Trentino-Alto Adige)[3][4], nella Valle Devero[3][4] e nella Val d'Ossola[3] (Piemonte), in Val Malenco[3] (provincia di Sondrio), presso Thiene e Novale[3] (provincia di Vicenza).
- Resto del mondo: a Trevancore[4] in India[3], a Fort Dauphin (provincia di Toliara) in Madagascar[5], in Florida e nell'Idaho[4] (Stati Uniti), Brasile[4], Ontario[4] (Canada)[3].